# Estadio Polideportivo El Gallo
El Polideportivo El Gallo es un estadio de fútbol perteneciente a la Escuela de Fútbol "El Gallo". Se encuentra ubicado en la población de San Félix, ciudad conurbana de Ciudad Guayana, en el estado Bolívar. Es utilizado como sede por los equipos: Chicó de Guayana de Segunda División, Estudiantes de Caroní de Tercera División; y por la escuela de fútbol de la cual lleva su nombre, y por último, el San Félix Fútbol Club de Tercera División.

## Historia
El 14 de octubre de 2012 fue reinaugurado, con motivo de la llegada del club albirrojo a la categoría de plata del fútbol venezolano. Los trabajos fueron hechos por la Alcaldía de Caroní.
El encuentro de reinauguración fue entre el Estudiantes de Caroní y el club anzoatiguense de Maniceros FC, con motivo del calendario de Tercera División. El resultado fue de tres goles por uno, a favor de los locales.